# 鶴浦站
鶴浦站（韓語：학포역）是朝鮮民主主義人民共和國咸镜北道会宁市鶴浦里的一個鐵路車站，属于咸北线。

## 邻近车站
咸北线
新鶴浦站 - 鶴浦站 - 新田站